# Rockdale megye
Rockdale megye az Amerikai Egyesült Államokban, azon belül Georgia államban található. Megyeszékhelye és legnagyobb városa Conyers. Lakosainak száma 93 570 fő (2020. április 1.). Rockdale megye Gwinnett, Henry, DeKalb, Walton és Newton megyékkel határos.

## Népesség
A megye népességének változása:
| Lakosok száma | 85 417 | 85 620 | 85 670 | 86 919 | 88 856 | 93 570 |
|               | 2010   | 2011   | 2012   | 2013   | 2015   | 2020   |